# Chinzei Bugyō
Chinzei Bugyō (鎮西奉行?) o Comisionado de la Defensa del Oeste, fue el nombre dado a un puesto de gobierno japonés en 1186. La responsabilidad principal del puesto era supervisar la defensa de Kyushu. Al mismo tiempo, cuando se creó el puesto, se le otorgó el deber de buscar y eliminar a cualquiera que apoyara a Minamoto no Yoshitsune en vez de a su hermano Yoritomo para convertirse en shōgun. Sin embargo, menos de cien años más tarde la Chinzei (base de operaciones de la Defensa del Oeste) asumió la responsabilidad de una verdadera base de defensa al defender a Japón contra la invasión de los mongoles. Con el paso del tiempo el cargo de Bugyō, jefe de la base de defensa, obtuvo el nombre de Chinzei Shugo o Chinzei Tandai. A lo largo de Japón se establecieron puestos similares.
El primer Chinzei Bugyō fue un hombre llamado Amano y fue suplantado por Nakawara Nobufusa al poco tiempo ya que Nakawara llegó a suprimir una rebelión en Kyushu. Él estableció la Chinzei en Dazaifu donde recibió todas las órdenes del Shogun en cuanto a Kyushu. Como los líderes locales no siempre seguían las leyes establecidas por los comisarios locales, el Kyushu Tandai (otro nombre del título de Chinzei Bugyō) debía de actuar como intermediario entre Kyushu y la capital en Kamakura.
- Datos: Q440978